# Maison royale de Schachen
La maison royale de Schachen se trouve à 1 866 m d'altitude au sud de Garmisch-Partenkirchen dans le massif du Wetterstein. 

## Histoire
Le roi Louis II de Bavière l'a fait construire de 1869 à 1872 sur les plans de Georg Dollmann dans le style des chalets suisses en bois.

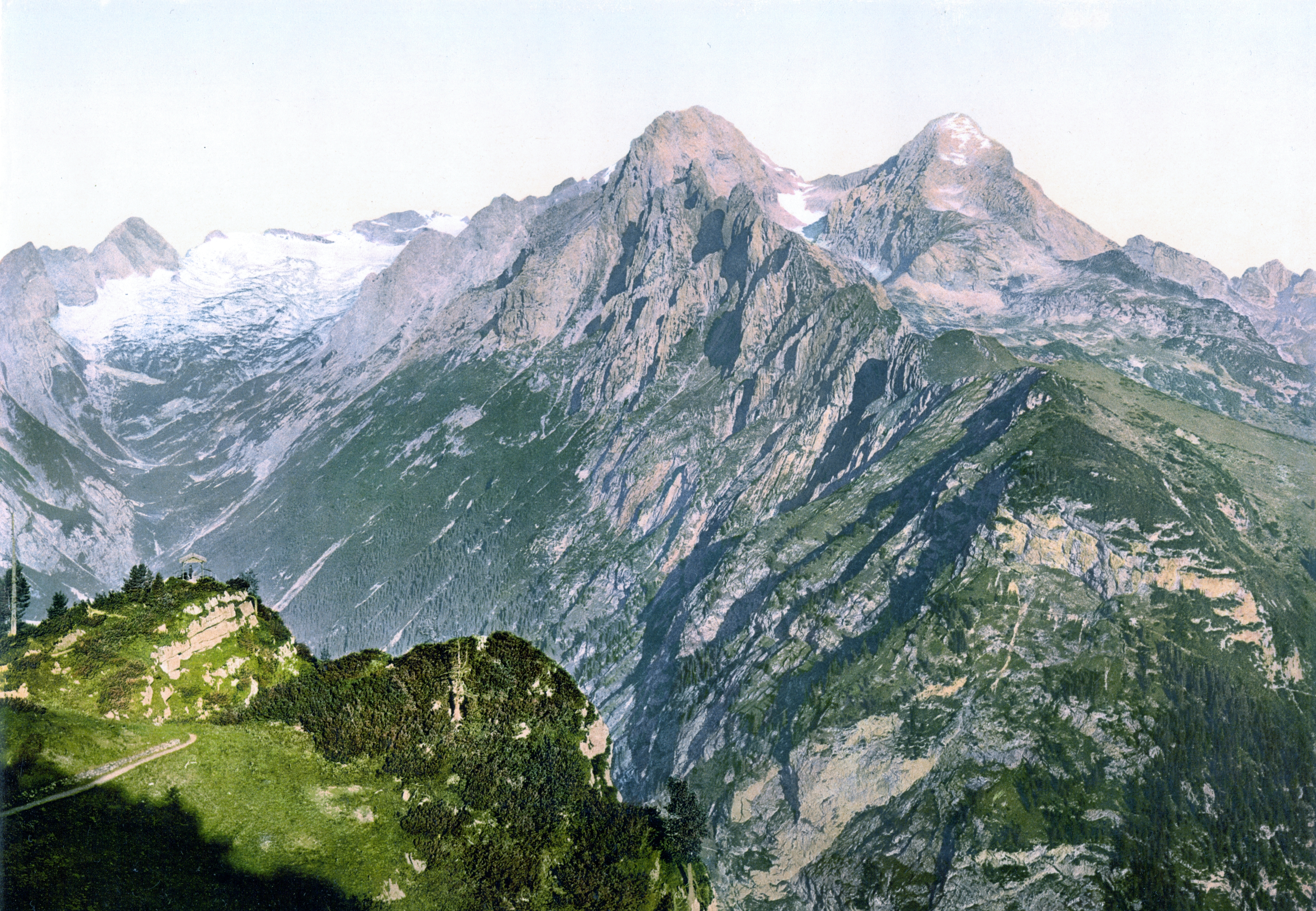
Panorama photographié entre 1890 et 1905.

Du temps de Louis II, elle était accessible en calèche ou traîneau à partir du château d'Elmau. Aujourd'hui, un chemin forestier y conduit (3-4 heures de marche). L'appellation « pavillon de chasse » qu'on lui attribue parfois est peu appropriée, car le roi n'était pas chasseur.

## Description
La maison est construite en pin des Alpes. Le rez-de-chaussée est relativement simple : habitation, bureaux, chambre à coucher, toilettes. Par contre l'étage abrite un « salon turc » assez extravagant, dans le style mauresque. Le luxe oriental s'y déploie : fontaine, tapis, sculptures en bois, plumes de paon, divans, vases émaillés, lustres fastueux et vitraux colorés donnent à l'endroit une atmosphère digne des 1001 nuits dans laquelle Louis II pouvait s'imaginer sultan, émir, cheik et commandeur des croyants. À plusieurs reprises, le roi y célébra la fête de Saint Louis et son anniversaire, le 25 août.
Avec ses volets et balcons en bois, la maison royale de Schachen contraste par sa simplicité avec les autres châteaux que fit construire Louis II.
En contrebas, un jardin botanique, ébauché en 1900, annexe au jardin botanique de Munich présente plus de 1 000 plantes alpines de toutes les montagnes du monde, des Alpes jusqu'à l'Himalaya. 

## Protection
Le château est inscrit sur la liste du patrimoine mondial en 2025 par l'UNESCO, en tant que partie du bien « Les châteaux du roi Louis II de Bavière : Neuschwanstein, Linderhof, Schachen et Herrenchiemsee ».